# Tridens brasiliensis
Tridens brasiliensis là một loài thực vật có hoa trong họ Hòa thảo. Loài này được (Steud.) Parodi miêu tả khoa học đầu tiên năm 1937.